# رقاح ريتشنو
رقاح ريتشنو أو آكل البذور ريتشنو (الاسم العلمي Crithagra reichenowi)، طائر من الرقاح وفصيلة الشرشوريات. كان يُصنف سابقًا ضمن جنس النغر.